# Cachi essiccati
I cachi essiccati sono uno spuntino tradizionale dell'Asia orientale, noti come shìbǐng (柿餅S) in cinese, hoshigaki (干し柿?) in giapponese e gotgam (곶감?) in coreano.

## Preparazione
Per preparare i cachi essiccati vengono utilizzate diverse varietà, quali la "hachiya" (a forma di ghianda) in Giappone e la "fuyu" (a forma di globo) in Corea e Cina. In Corea, il periodo di produzione va da metà ottobre all'inizio di novembre, mentre in Giappone dall'inizio di novembre a fine dicembre.

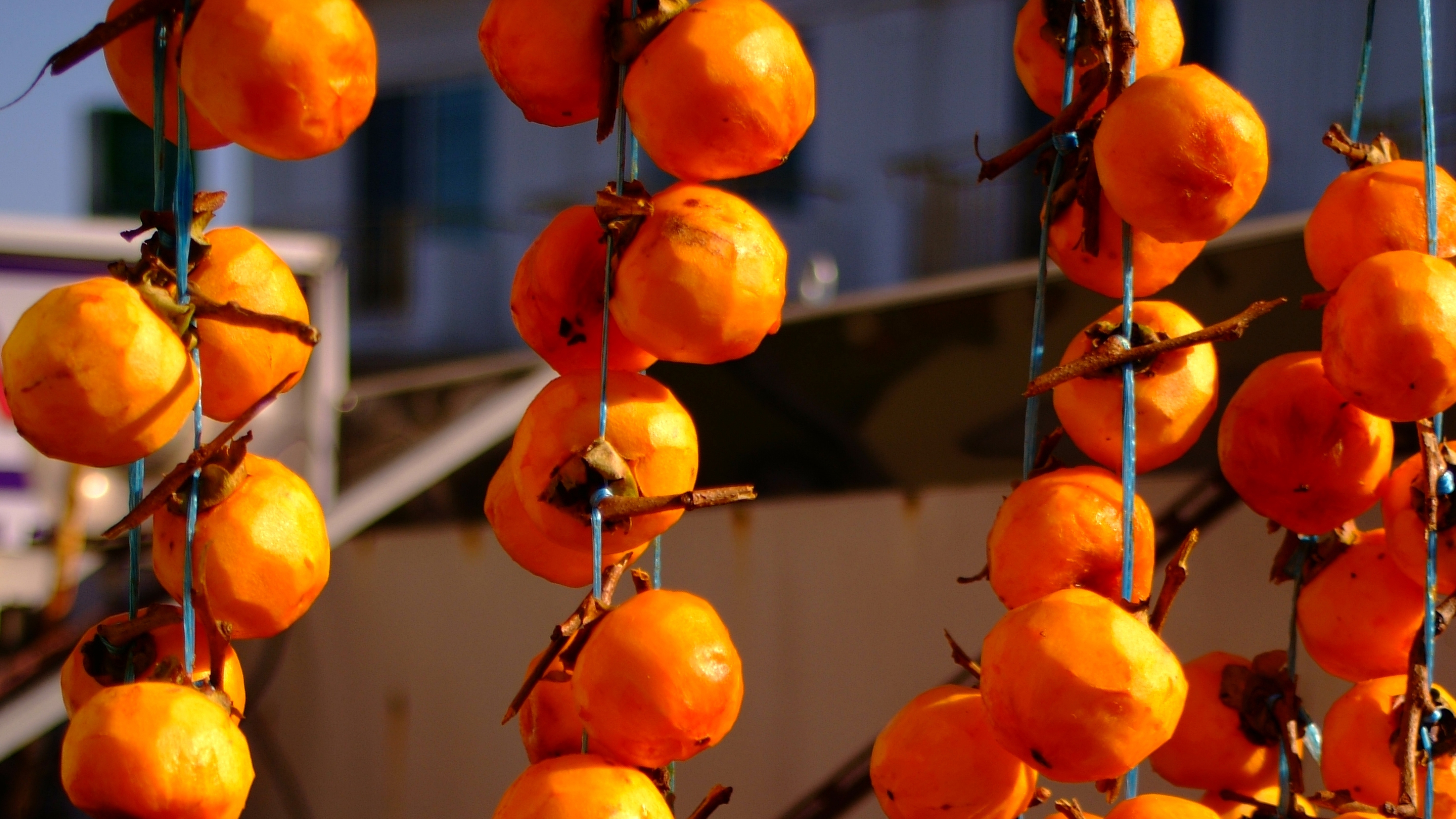
Cachi appesi ad essiccare.

I frutti vengono raccolti prima della completa maturazione, ancora sodi e dal sapore astringente, sbucciati, legati per il picciolo e appesi in un posto soleggiato e ben ventilato (come fienili o sotto le gronde) ad asciugare per oltre un mese. Il prodotto finale è ricoperto da un sottile strato di zucchero cristallizzato e ha perso l'astringenza, diventando dolce.
Il procedimento presenta alcune differenze in base al Paese: in Giappone, dopo la prima settimana, i cachi vengono massaggiati ogni pochi giorni per ammorbidire la polpa, lisciare l'esterno per rimuovere le pieghe che trattengono l'umidità e spingere gli zuccheri a salire in superficie. In Corea, quando sono essiccati per due terzi, si rimuovono i semi e si ripongono in un contenitore coperti da paglia di riso essiccata fino alla completa asciugatura, ragione per la quale assumono la forma di un disco schiacciato.
I maggiori produttori di cachi essiccati in Corea del Sud si trovano a Sangju, Gimhae, e nelle contee di Cheongdo e Yeongdong. I gotgam di Sangju, che rappresentano il 60% della produzione nazionale, sono designati come importante patrimonio agricolo nazionale n. 15 dal Ministero dell'agricoltura, dell'alimentazione e degli affari rurali sudcoreano. La città di Kōshū, in Giappone, è famosa per i suoi hoshigaki, così come le zone di Minami Shinshu e la valle di Ina nella prefettura di Nagano.
A livello industriale, in Corea i cachi sbucciati vengono affumicati con lo zolfo per 30-40 minuti, esposti al sole, trasferiti in una zona ben ventilata per l'asciugatura ed essiccati ad una temperatura compresa tra i 30 e 38 °C per quattro-cinque giorni.

## Valori nutrizionali
Cento grammi di cachi essiccati di Sangju contengono 216 calorie, 45 grammi di carboidrati, 3 grammi di fibre, 7,483 IU di vitamina A e 45 milligrammi di vitamina C, oltre a polisaccaridi come glucosio e galattosio, e scopoletina.

## Consumo

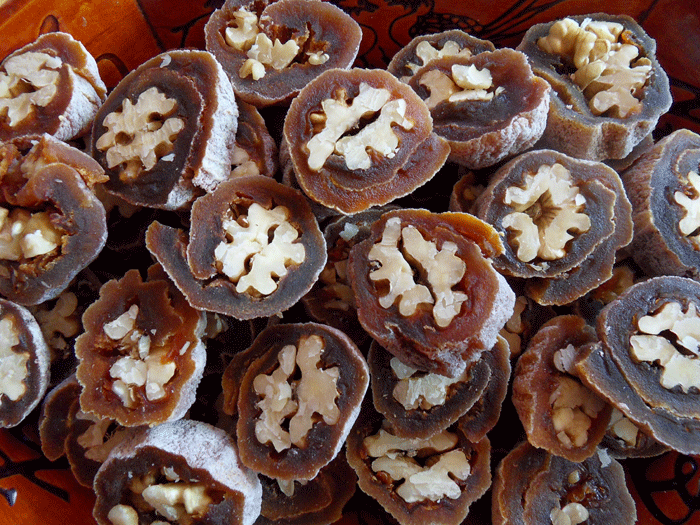
Gotgam-ssam (involtini di cachi essiccati e noci).

In Corea, i cachi essiccati sono tradizionalmente offerti durante i riti ancestrali, come rinfresco o usati come ingredienti in altre ricette. Il sujeonggwa è un tipo di punch preparato cuocendo a fuoco lento i cachi con zenzero fresco e cannella, mentre i gotgam-ssam sono gherigli di noce avvolti nei cachi essiccati.

## Storia
Il Qimin Yaoshu, un testo di agricoltura cinese del VI secolo, descrive una procedura di essiccazione dei cachi utilizzando la liscivia.
I cachi vennero presumibilmente importati in Giappone dalla Cina per la coltivazione durante il primo periodo Yayoi (400 a.C.-300 d.C.). Una tavoletta lignea ritrovata a Heijō, capitale del periodo Nara (710-784), riporta la descrizione "cachi essiccati il 16 settembre tenpei". L'Engishiki (927) ne conferma l'esistenza come offerta per le feste, mentre i registri storici del periodo Kamakura (1185-1333) descrivono la procedura di preparazione dei "kushigaki" (串柿?), che venivano sbucciati, infilati su uno spiedo e lasciati ad essiccare. I cachi essiccati erano una specialità della provincia di Mino nel periodo Sengoku (1467-1603), e la loro diffusione sarebbe dovuta alle raccomandazioni di Takeda Shingen. Un aneddoto racconta che Oda Nobunaga li offrì al missionario Luís Fróis il quale, non avendoli mai visti, li scambiò per fichi essiccati. Lo Yamato honzō, un libro di erboristeria scritto da Ekken Kaibara nel 1709, riporta un metodo per addolcire i cachi appendendoli e riponendoli in un contenitore.
Il più antico libro di medicina coreano, lo Hyangyak gugeupbang, non menziona i cachi essiccati, ma testimonia che la coltivazione della pianta avveniva già durante il regno di Goryeo (918-1392). I cachi essiccati si diffusero apparentemente durante il successivo regno di Joseon, venendo apprezzati dal re Yeonsangun (r. 1494-1506). Il nome gotgam (곶감?) appare per la prima volta nella letteratura del XVII secolo, anche se era probabilmente in uso già in precedenza, ed è composto dall'unione tra il verbo "infilare" (꽂다?, kkotdaLR) e il sostantivo "gam", altro nome dei cachi, facendo riferimento al metodo di produzione, che consisteva nel legarli e appenderli su uno spiedo ad asciugare. I cachi essiccati figuravano in una lista di doni per la Cina del 1682, e all'inizio del XIX secolo erano un cibo stagionale utilizzato nei riti ancestrali del tempio di Jongmyo.

## Nella cultura di massa
La favola coreana La tigre e il cachi essiccato ha per protagonista una tigre spaventata da un gotgam, credendolo più temibile di lei dopo aver origliato una madre utilizzarlo per convincere il suo bambino a smettere di piangere.